# Heathers (película)
Heathers (Escuela de jóvenes asesinos en España y Argentina, Brezos en México) es una película estadounidense de 1988, dirigida por Michael Lehmann y escrita por Daniel Waters. Protagonizada por Winona Ryder, Christian Slater interpretando a la pareja de jóvenes asesinos y las “Heathers”, Shannen Doherty, Lisanne Falk y Kim Walker.
Este filme ganó los Premios Edgar como mejor película y Michael Lehmann ganó los Independent Spirit Awards como mejor director.
En el año 2010 la historia fue adaptada al teatro musical y en marzo de 2014 llegó al circuito Off-Broadway.

## Argumento
Verónica Sawyer, de 17 años, es una de las muchachas más populares en el Instituto Westerburg en Sherwood, Ohio. Además de Verónica, la pandilla popular consiste en tres muchachas ricas y hermosas con el mismo nombre de pila: la líder, Heather Chandler; Heather McNamara, una maleable animadora; y Heather Duke, una bulímica aficionada a la literatura. Aunque ellas sean las estudiantes más populares, las Heathers son temidas y odiadas.
Cuando un nuevo estudiante, un forastero rebelde llamado Jason "J.D" Dean, apunta con un arma a los matones de la escuela Kurt Kelly y Ram Sweeney, Verónica se encuentra fascinada con él. 
Verónica asiste una fiesta de estudiantes universitarios (fraternidad) con Heather Chandler, pero rechaza practicar sexo con un chico de la fiesta, y le dice a Heather Chandler que quiere irse porque no se siente bien. Heather Chandler se enoja con Veronica por hacerla quedar mal en la fiesta y, para colmo, Veronica vomita en los zapatos de Chandler, por lo que Heather amenaza con destruir su reputación. Veronica en su casa está furiosa y es cuando J.D va a la casa de Verónica y terminan teniendo sexo en el patio trasero, después de lo cual Verónica le dice a Jason que ella quiere hacer vomitar a Heather Chandler como venganza. 
La mañana siguiente, Verónica y J.D se meten en la casa de Heather. J.D sirve un vaso de líquido de productos de limpieza para hacerla vomitar, Veronica le dice que eso la mataría y sirve en una taza leche con jugo de naranja, sin embargo se equivoca de taza y agarra la de Jason. J.D. se da cuenta de esto y se lo iba a decir a Veronica, pero se arrepiente e incluso le dice a Veronica que él se lo quiere dar personalmente. Cuando ambos chicos llegan a la habitación de Heather y J.D le dice que es una mezcla que ayuda a la resaca, Heather en primera instancia no quiere tomárselo, pero después de que J.D. la desafía lo hace, y entonces Heather muere al instante. Veronica se encuentra consternada por el evento y se pregunta qué le dirán a la policía. J.D le propone a Verónica escribir una nota de suicidio con la letra de Heather y así pasar desapercibidos. La escuela y la comunidad consideran el suicidio de Heather como una decisión trágica hecha por una popular pero enferma chica. Heather Duke pronto se convierte en la Heather líder, usando el mismo coletero que le pertenecía a Chandler.
Varios días más tarde, Kurt y Ram extienden un rumor sobre Verónica que consiste en que ella suele hacerles sexo oral, arruinando su reputación. J.D le propone a Verónica que los traiga al bosque con la promesa de «hacer los rumores verdaderos» y ahí jugarles una broma disparandoles con una balas alemanas llamadas "ich lüge" ("yo miento" en alemán) que supuestamente los haría desangrarse y parecer muertos, aunque después recobrarían la consciencia. Una vez en el bosque J.D le dispara a Ram, y Veronica a Kurt, pero ella falla y Kurt escapa. Veronica se da cuenta de que las balas son verdaderas; J.D persigue a Kurt y luego, en la persecución Kurt regresa al lugar donde está Veronica y su amigo muerto, Veronica, asustada, le dispara. J.D pone cosas gay al lado de los muchachos, y una nota de suicidio que declara que los dos eran amantes. En su entierro, los muchachos son convertidos en mártires contra la homofobia. Aunque Veronica sigue saliendo con J.D., ella está alarmada por su comportamiento.
Marta Dunnstock, una estudiante obesa, fija una nota de suicidio a su pecho y caminar por el tráfico, donde un bus la atropella. Ella sobrevive, pero es gravemente dañada y se burlan de ella porque trató de «actuar de forma popular». Heather McNamara llama a un programa de radio popular una noche mientras Verónica y Heather Duke escuchan su conversación sobre la depresión y, al día siguiente, Heather Duke le cuenta a toda la escuela lo que pasó. McNamara intenta suicidarse con una sobredosis de píldoras en el cuarto de baño de las muchachas, pero Veronica la salva.
Luego, Veronica le dice a J.D. que no participará en más matanzas. Él sube a su habitación con un revólver para matarla, pero Veronica ha usado unas sogas para hacer parecer que se ha suicidado. Creyendo que está muerta, él piensa en su plan de explotar la escuela. Una petición que él ha estado difundiendo por vía de Heather Duke, se suponía que era para que toque la banda Big Fun en el campus, pero era en realidad una nota de suicidio colectivo. La mayor parte de los estudiantes ya habían firmado, por lo que la matanza parecería ser un suicidio masivo.
Veronica enfrenta a J.D. en la caldera, mientras él planta la dinamita. Ella le dispara y J.D. comienza a colapsar, pero él corta los cables del detonador. J.D. gravemente herido la sigue al exterior con una bomba atada con correa a su pecho, él la elogia y hace detonar la bomba, matándose. Verónica enfrenta a Heather Duke, toma el coletero rojo y dice «Heather, mi amor, hay un nuevo sheriff en la ciudad». 
La película finaliza con Verónica invitando a Marta Dunnstock a salir en la noche del baile a ver películas con ella.

## Estreno

### Taquilla
La película en el año de su estreno fue un rotundo fracaso comercial, pero con el pasar de los años Heathers se ha convertido en toda una película de culto. Recaudó 177.247 dólares en el fin de semana del estreno,y durante cinco semanas pudo recaudar 1.108.462 dólares en Estados Unidos.

### Respuesta de la crítica
La película fue aclamada tanto por parte de la crítica como por la audiencia. La web de crítica de cine Rotten Tomatoes reportó que un 95% de la críticas dieron una puntuación positiva a la película, valoración basada en 43 reseñas. La conclusión de la crítica del sitio decía: "Oscura, cínica, y subversiva, Heathers aplica gentilmente una motosierra a los convencionalismos de las películas sobre adolescentes en institutos - cambiando el juego por comedias teen para seguir." En la web Metacritic, la película ganó una calificación favorable de 73/100 basado en 19 reseñas de críticos convencionales.
Desson Thomson del Washington Post escribió "Retorcidamente graciosa. A decir verdad, Heathers podría ser la más desagradable y cruel diversión que puedes tener sin realmente tener que estudiar derecho o rodearse de productos de piel. Si las películas fueran comida, Heathers sería un atracón de chocolate cínico." Roger Ebert puntuó la película con 2,5 estrellas sobre 4 y escribió que la película "... es una comedia mórbida sobre la presión de los colegas en el instituto, sobre el suicidio adolescente y la letalidad de las pandillas que no sólo excluyen sino que también mutilan y matan."
Algunos críticos han debatido sobre las similitudes entre Heathers y Massacre at Central High, una película de bajo presupuesto de 1976. El guionista de Heathers, Daniel Waters ha declarado que no ha visto Massacre at Central High mientras escribía Heathers, pero ha leído una reseña sobre la película en el libro Cult Movies de Danny Peary, y que la película podría haber sido "un tambleteo en alguna parte de mi subconsciente".

## Proyectos relacionados

### Posible secuela
El dos de junio de 2009, el periódico Entertainment Weekly reportó que Ryder declaró que habrá una secuela de Heathers con la vuelta de Slater como "con una especie de carácter pálido". Aun así, Lehmann ha denegado el desarrollo de la secuela diciendo que "Winona ha estado hablando sobre esto durante años - ha tocado el tema de vez en cuando y Dan Waters y yo bromearemos sobre ello, pero por lo que yo sé no hay guion ni planes para hacer la secuela". 

### Series de televisión
En agosto de 2009, Sony Pictures Television anunció que Heathers será adaptado para televisión y aparecer en el canal Fox. Mark Rizzo fue contratado para escribir la serie, y Jenny Bickswas para coproducirla con Lakeshore Entertainment. El programa fue descrito como una versión moderna de la historia original, y se esperaba que todos los personajes de la película se añadiesen a la adaptación.
En marzo de 2016, TV Land ordenó las series como una continuación de antológica comedia negra en el día de hoy, con Veronica Sawyer que estaría comunicándose con un grupo de Heathers muy diferente pero igualmente vicioso. La serie será escrita por Jason Micallef y Tom Rosenberg, y Gary Lucchesi será el productor ejecutivo para Lakeshore Entertainment.

### Musicales
En 2010 Heathers fue adaptada en el escenario musical dirigida por Andy Fickman. Fickman también ha trabajado en el musical Reefer Madness, una parodia de la película de propraganda anticannabis de mismo nombre que se convirtió en un largometraje durante la función. El musical Heathers, que comienza con un número representando a la aceptación de Veronica en la pandilla de Heather, ha tenido varias representaciones en talleres de Los Ángeles y un concierto de presentación en el Joe's Pub en Nueva York el 13 y 14 de septiembre de 2010. El elenco del concierto en Joe's Pub incluía a Annaleigh Ashford como Veronica, Jenna Leigh Green como Heather Chandler, y Jeremy Jordan como J.D. 
El musical se representó en off-Broadway de New World Stages con actuaciones que comenzaron el 15 de marzo de 2014 y la noche de estreno fue el 31 de marzo. El elenco original de la producción incluía a Barret Wilbert Weed como Veronica Sawyer, Jessica Keenan Wynn como Heather Chandler, Ryan McCartan como JD, Alice Lee como Heather Duke y Elle McLemore como Heather McNamara. Se clausuró el 4 de agosto de 2014. 

## Reparto
- Winona Ryder como Verónica Sawyer.
- Christian Slater como Jason "J.D" Dean.
- Shannen Doherty como Heather Duke.
- Lisanne Falk como Heather McNamara.
- Kim Walker como Heather Chandler.
- Penelope Milford como Pauline Fleming.
- Glenn Shadix como Padre Ripper.
- Lance Fenton como Kurt Kelly.
- Patrick Labyorteaux como Ram Sweeney.
- Jeremy Applegate como Peter Dawson.
- Jon Matthews como Rodney.
- Carrie Lynn como Martha "Dumptruck" Dunnstock.
- Reneé Estévez como Betty Finn.
- Jennifer Rhodes como la madre de Verónica.
- Bill Cort como el padre de Verónica.
- Kirk Scott como el padre de Jason.
- Phill Lewis como Dennis
- Mark Carlton como Mr. Kelly
- John Ingle como Director Gowan

## Producción

### Desarrollo
Daniel Waters quería que la película fuese dirigida por Stanley Kubrick,[8] no solo por su profunda admiración hacia al director, sino también por la percepción que tenía de que "Kubrick era la única persona que podía llevar a cabo una película de tres horas". (La escena de apertura de la cafetería en Heathers fue escrita como homenaje a la escena del cuartel que aparecen en La chaqueta metálica dirigida por Kubrick). Tras varios intentos fallidos por conseguir que Kubrick escribiese el guion, Waters se percató de que aquella iniciativa era inútil y decidió darle el guion a Michael Lehman, quien lo llevó a término junto a Denise Di Novi.

### Casting
Muchos actores y actrices rechazaron el proyecto por su siniestro argumento. Las opciones iniciales para Veronica y J.D. eran Jennifer Connelly, quien rechazó el papel, Justine Bateman y Brad Pitt. Pitt audicionó para el papel de J.D. pero los realizadores lo rechazaron porque pensaron que parecía "demasiado bonachón" y por lo tanto no sería creíble. Winona Ryder, quien tenía dieciséis años en aquel momento, ansiaba formar parte de la película y le suplicó a Waters que le diese un papel. Finalmente el papel le fue dado junto a Christian Slater que firmó para el papel de J.D poco después. A Heather Graham, de diecisiete años entonces, se le ofreció el papel de Heather Chandler pero lo rechazó, así que se lo ofrecieron a Kim Walker en su lugar, que estaba saliendo con Slater en aquel momento. Graham constaba en el reparto como Heather McNamara, pero su madre no la dejó aceptar el papel, así que finalmente fue Lisanne Falk quien interpretó su papel.

### Rodaje
El rodaje se llevó a cabo durante 32 días entre julio y agosto de 1988.[10]

## Banda sonora
La película usa dos versiones de la canción "Que Sera, Sera", la primera perteneciente a la cantante Syd Straw y segunda hacia los créditos finales de la película del grupo estadounidense Sly and the Family Stone. En los comentarios en DVD de la película, Di Novi menciona que los realizadores querían usar la versión original de Doris Day, pero esta no prestaría su nombre a ningún proyecto que utilizase malas palabras.
La canción "Teenage Suicide (Don't Do It)" de la banda ficticia Big Fun fue escrita y producida para la película por el músico Don Dixon, e interpretada por dicho grupo cuyos integrantes eran Dixon, Mitch Easter, Angie Carlson y Marti Jones. La canción se encuentra incluida en el álbum de grandes éxitos de Dixon (If) I'm A Ham, Well You're A Sausage.